# Вавиц
Ва́виц или Ва́вицы (нем. Wawitz; в.-луж. Wawicyо файле) — деревня в Верхней Лужице, Германия. Входит в состав коммуны Хохкирх района Баутцен в земле Саксония. Подчиняется административному округу Дрезден.

## География
Соседние населённые пункты: на северо-востоке — деревня Родецы, на юго-востоке — деревня Нечин, на юго-западе — деревня Поморцы и на северо-западе — деревня Дрожджий коммуны Вайсенберг.

## История
Впервые упоминается в 1228 году под наименованием Wawiz.
С 1936 по 1993 года деревня входила в состав коммуны Поммриц. С 1993 года входит в современную коммуну Хохкирх.
В настоящее время деревня входит в состав культурно-территориальной автономии «Лужицкая поселенческая область», на территории которой действуют законодательные акты земель Саксонии и Бранденбурга, содействующие сохранению лужицких языков и культуры лужичан.
Исторические немецкие наименования.
- Wawiz, 1228
- Wawicz, 1368
- Wowitz, 1419
- Wauwicz, 1426
- Wauwicz, 1445
- Wautz, 1514
- Wabiz, 1531
- Wahwitz, 1569
- Waitz, 1732
- Wawitz, 1792

## Население
Официальным языком в населённом пункте, помимо немецкого, является также верхнелужицкий язык.
Согласно статистическому сочинению «Dodawki k statisticy a etnografiji łužickich Serbow» Арношта Муки в 1884 году в деревне проживало 121 человека (из них — 121 серболужичанина (100 %)).
| 1834 | 1875 | 1890 | 1910 | 1925 |
| ---- | ---- | ---- | ---- | ---- |
| 115  | 109  | 122  | 125  | 115  |

## Достопримечательности
Памятники культуры и истории земли Саксония
- Пожарная часть, Wawitz 11, 19 век (№ 09304354)
- Жилой дом, Wawitz 15, 1850 год (№ 09251583)
- Жилой дом, Wawitz 18b, 1770 год (№ 09251584)